# Табаков, Костадин
Костадин Табаков (род. 29 марта 1983, Благоевград) — болгарский самбист, дзюдоист и боец смешанных единоборств, серебряный (2010) и бронзовый (2002, 2007) призёр чемпионатов Болгарии по дзюдо, серебряный (2002, 2007) и бронзовый (2003, 2005) призёр чемпионатов Европы по самбо, серебряный (2005) и бронзовый (2003, 2006) призёр чемпионатов мира по самбо. По самбо выступал в легчайшей (до 52 кг) и полулёгкой (до 57 кг) весовых категориях. В смешанных единоборствах провёл шесть боёв, из которых выиграл три (два болевым приёмом и один — удушением) и три проиграл (один техническим нокаутом и два сдачей).